# Mankby hållplats

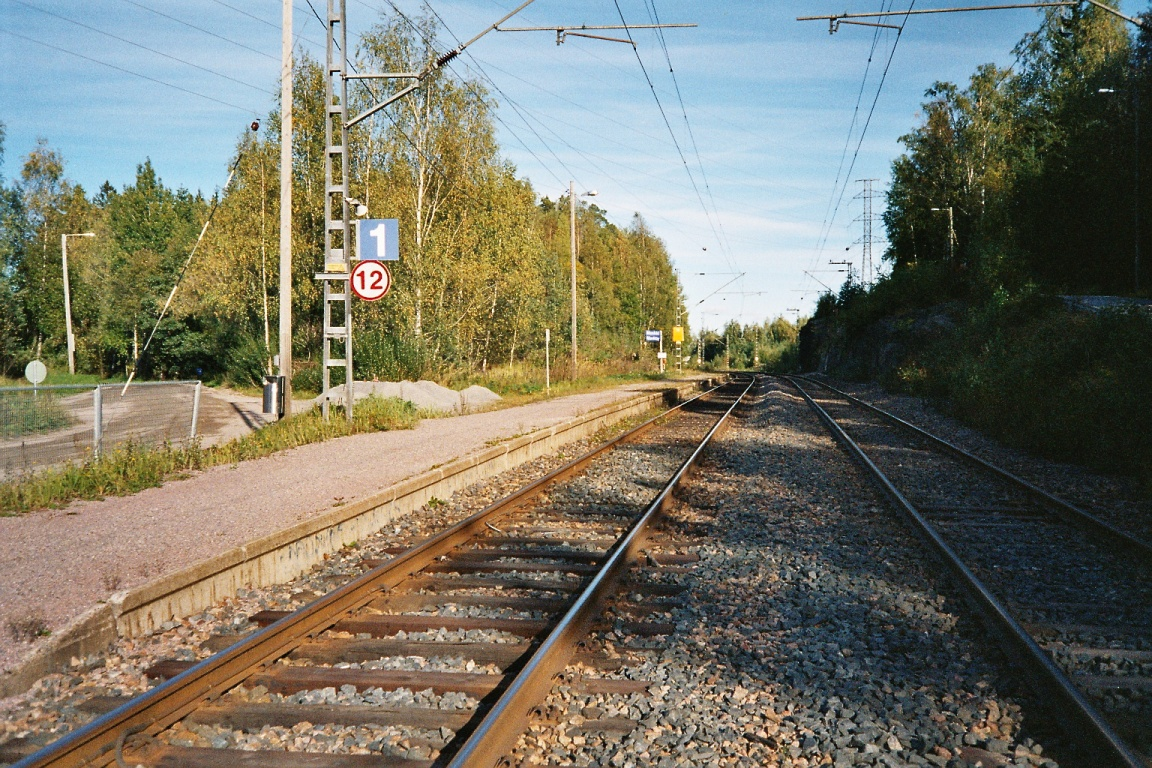
Mankby hållplats i Esbo

Mankby hållplats (Mnk, finska Mankin seisake) var en järnvägshållplats i Esbo mellan Köklax och Bobäck. Den lades ned, liksom Bobäck, den 27 mars 2016. Avståndet från Helsingfors centralstation är cirka 25 kilometer. Vid stationen stannade närtrafikens tåg L och U (Helsingfors-Kyrkslätt).

## Galleriet

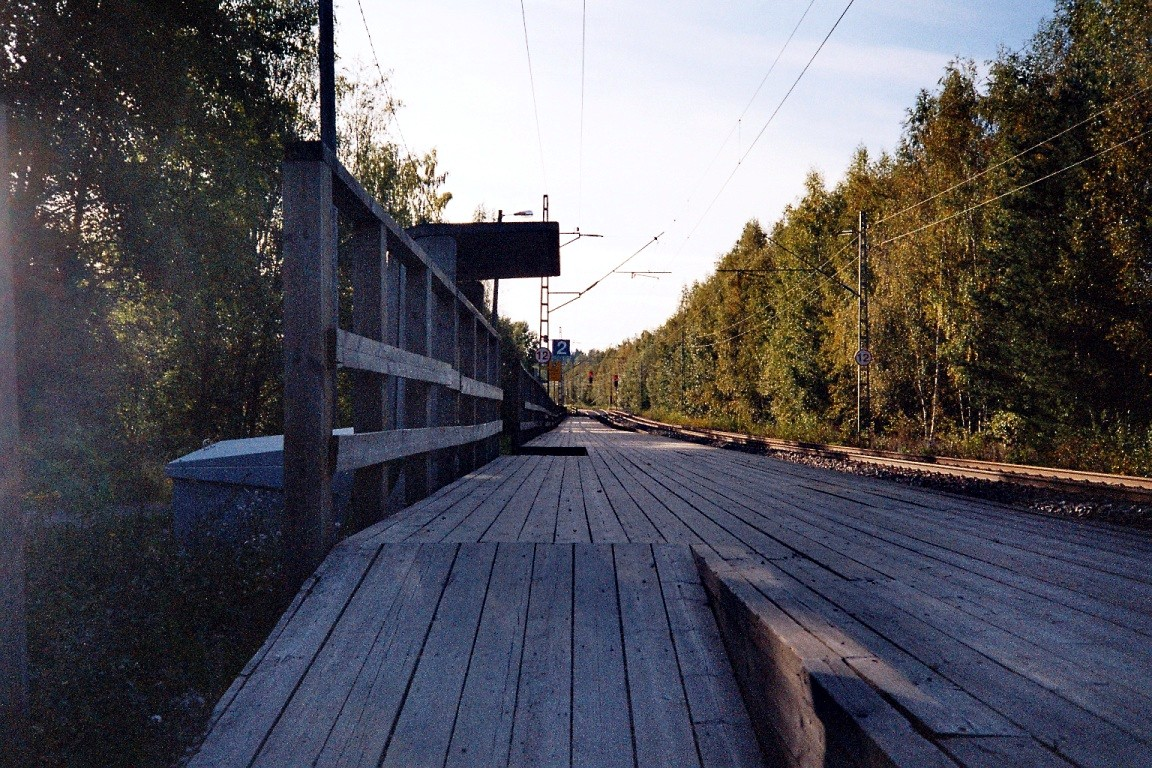
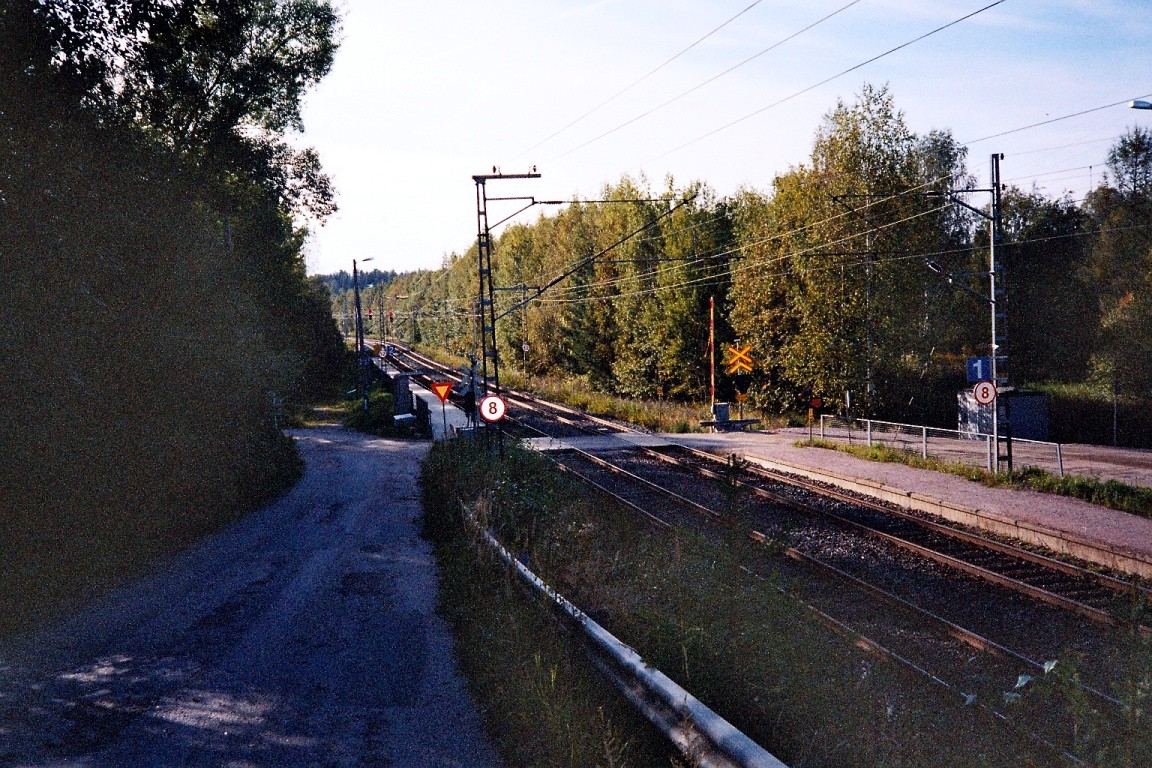
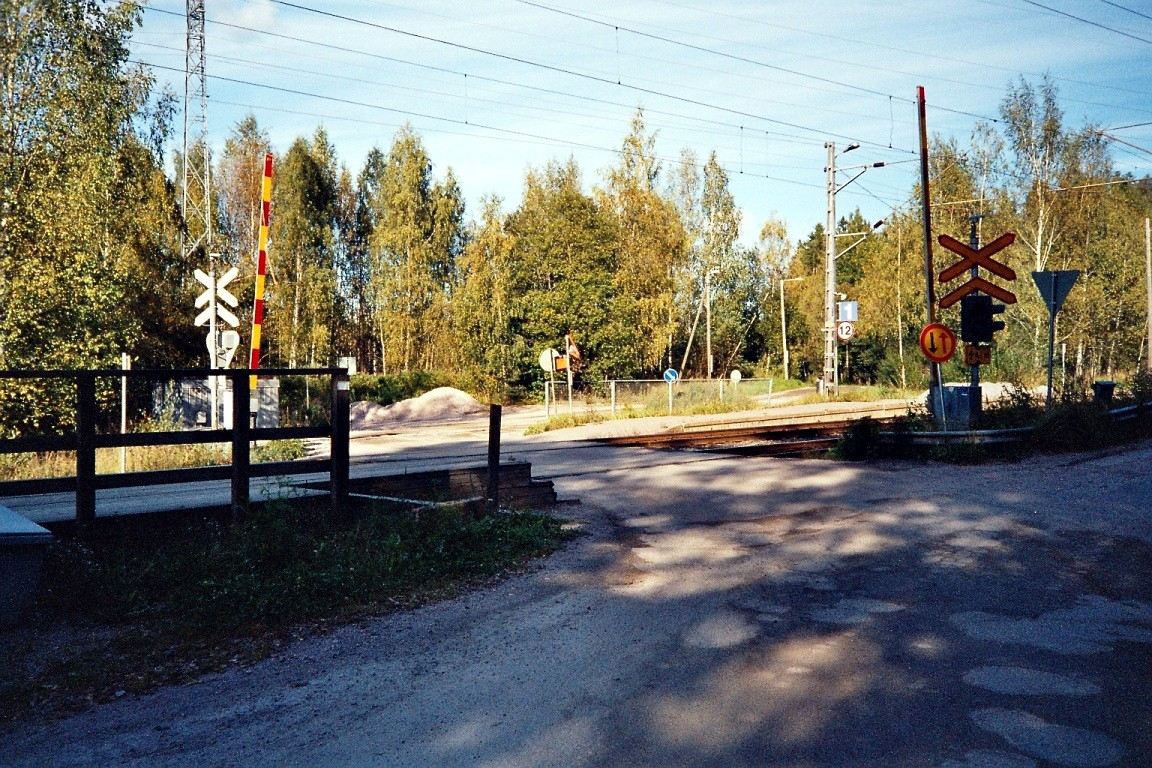